# Miao Lijie
Dans ce nom chinois, le nom de famille, Miao, précède le nom personnel.
Miao Lijie (en chinois : 苗立傑), née le 3 juin 1981, à Harbin, dans la province du Heilongjiang, en Chine, est une joueuse chinoise de basket-ball. Elle évolue au poste d'arrière.

## Palmarès
- Championne d'Asie 2009
- Championne d'Asie 2011